# Stop Online Piracy Act
De Stop Online Piracy Act (SOPA), ook bekend als H.R. 3261, is een Amerikaans wetsvoorstel dat op 26 oktober 2011 werd ingediend door het Republikeinse lid van het Amerikaanse Huis van Afgevaardigden Lamar Smith en een groep van twaalf Republikeinse en Democratische medestanders. Het wetsvoorstel geeft de Amerikaanse justitie en auteursrechthebbenden meer mogelijkheden om online uitwisseling van auteursrechtelijk beschermde bestanden en online handel in namaakproducten tegen te gaan.
De wet zou het Amerikaanse ministerie van Justitie en auteursrechthebbenden de mogelijkheid bieden websites die auteursrechtschending faciliteren voor de rechter te dagen. Een en ander zou kunnen leiden tot het opleggen van een verbod aan advertentienetwerken en online betaalsystemen als PayPal om met dergelijke websites zaken te doen, het verbieden van zoekmachines om naar die websites te linken en de verplichting van internetaanbieders om de websites te blokkeren. Volgens de nieuwe wet zou het aanbieden van beschermd materiaal in de vorm van streaming media een misdrijf zijn.
Voorstanders van het wetsvoorstel menen dat de nieuwe wetgeving bescherming biedt aan het intellectuele eigendom en inkomsten en banen veiligstelt, en daarnaast ook noodzakelijk is om de auteursrechtwetgeving te kunnen handhaven, vooral wanneer het gaat om buitenlandse websites. Tegenstanders zijn daarentegen van mening dat de wet indruist tegen het eerste amendement van de Amerikaanse grondwet, neerkomt op internetcensuur, het internet zal verlammen en een bedreiging vormt voor klokkenluiders en de vrijheid van meningsuiting in het algemeen.
Op 20 januari maakte Lamar Smith bekend het wetsvoorstel tijdelijk in te trekken. Hij zal wachten op 'bredere steun'.

## Protest
Uit protest tegen het wetsvoorstel namen onder meer de internetbedrijven Tumblr, Mozilla, Techdirt en Center for Democracy and Technology op 16 november 2011 deel aan de American Censorship Day door over hun websitelogo een zwarte banner aan te brengen met de woorden "Stop de censuur".
De gemeenschap van de Engelstalige Wikipedia besloot te protesteren door het project een dag op zwart te zetten en bezoekers om te leiden naar een pagina met een politieke verklaring en een oproep. Deze omleiding kon echter op verschillende manieren omzeild worden. Verschillende andere Wikipedia's ondersteunden de actie door gedurende een bepaalde tijd een banner te tonen.